# Samuel A. Adams
Samuel A. „Sam“ Adams (* 14. Juni 1934; † 10. Oktober 1988) war ein Analyst des US-amerikanischen Nachrichtendienstes Central Intelligence Agency (CIA), der während des Vietnamkrieges eine Verschwörung im Hauptquartier der U.S.-Truppen vermutete, in der Funktionsträger bewusst die Schätzungen zur Truppenstärke des Vietcong und der Vietnamesischen Volksarmee zu niedrig ansetzten und die Öffentlichkeit so täuschten. Adams gilt als Whistleblower, er ist Namensgeber des Sam Adams Award, der bis heute an Nachrichtendienstmitarbeiter verliehen wird.

## Leben
Samuel ist ein Abkömmling der Familie Adams, die eine Vielzahl Politiker, hauptsächlich im US-Bundesstaat Massachusetts, hervorgebracht hat. Er absolvierte die St. Mark's School in Southborough und das Harvard College.

## Whistleblowing
Adams trat dem Auslandsnachrichtendienst CIA 1963 bei und blieb dort bis 1973. Er unterstellte allgemein, dass Nachrichtendienste Erkenntnisse gemäß politischen Wünschen erbringen und insbesondere, dass General William C. Westmoreland 1967 die Öffentlichkeit durch eine zu gering angegebene Truppenstärke des Gegners, Vietcong und Vietnamesische Volksarmee, täuschte. Er führte die seines Erachtens um 50 % zu niedrigen Zahlen auf politischen Druck zurück.
Nach der Tet-Offensive im Januar 1968 wurden die von ihm vorgeschlagenen Zahlen offiziell von der CIA übernommen; zu diesem Zeitpunkt hatte Adams aus Protest schon die Abteilung gewechselt und beschäftigte sich mit Kambodscha. 1969 eignete er sich widerrechtlich Dokumente an, die seinen Standpunkt unterstützten und vergrub sie auf dem Gelände seiner privaten Farm im Bundesstaat Virginia.
Nach seinem Rückzug aus dem Dienst versuchte er Kontakt zu Mitstreitern aus der CIA aufzubauen, mit deren Hilfe er seine Anschuldigungen weiter untermauern wollte. Die aufbereiteten Chronologien aus den gestohlenen Unterlagen gab Adams 1975 an das Harper’s Magazine. Nach der Veröffentlichung gelangte das U.S. House Permanent Select Committee on Intelligence zu dem gleichen Schluss: Die Truppenzahlen waren bewusst manipuliert.
Ebenfalls im Verlauf des Jahres 1973 war er vereidigter Zeuge der Angeklagten Daniel Ellsberg & Anthony J. Russo, die für die Veröffentlichungen der Pentagon-Papiere, einer regierungsfinanzierten, geheimen Analyse des Vietnamkrieges, vor Gericht standen.

## Medien
Film & Fernsehen
- „The Uncounted Enemy: A Vietnam Deception“ 1982, CBS-Dokumentation

Buch & Print
- Sam Adams: War of Numbers, 1994. South Royalton, VT: Steerforth Press. ISBN 978-1-883642-23-5
- Michael Hiam: Who the Hell Are We Fighting? The Story of Sam Adams and the Vietnam Intelligence Wars, 2006. Hanover, New Hampshire: Steerforth Press. ISBN 978-1-58642-104-5